# Charles Surugue
 (décembre 2021).
Charles Surugue (né le 16 janvier 1839 à Coulanges-sur-Yonne et mort le 24 avril 1921 à Paris) est un ingénieur, homme politique et militaire français. Il est surnommé « le plus vieux poilu de France ».

## Biographie

### Famille
Charles Surugue est le fils de Pierre Théodore Surugue, marinier, et de Marie Madeleine Delume, demeurant à Coulanges-sur-Yonne.

### Ingénieur civil
Il commence sa carrière d'ingénieur en 1856 au service de compagnies dans les études et travaux de chemins de fer.
Devenu ingénieur des travaux publics, il est conducteur des Ponts et Chaussées dans le Pas-de-Calais entre 1861 et 1875.
Lors de la guerre franco-allemande de 1870, il participe d'abord à la mise en état de défense de la place d'Arras et de la vallée de la Scarpe. Puis il est incorporé comme chef de section principal au génie civil du 23e corps (armée du Nord du général Faidherbe), avec rang de capitaine du génie ; il est licencié en mars 1871 avec lettre de remerciement et félicitations du ministère de la guerre pour services rendus à l'armée pendant la campagne,.
Il exerce ensuite la responsabilité d'agent voyer en chef dans le département de la Dordogne à compter de 1875, puis dans celui de l'Yonne à compter de 1880.

### Homme politique
Il est le maire d'Auxerre de 1900 à 1912. Décrit comme républicain convaincu, anticlérical et franc-maçon,, il contribue notamment à réaliser de nombreux travaux de modernisation et de développement de la ville. Critiqué pour ses dépenses, il ne se représente pas en 1912.
Il est également conseiller général du canton de Coulanges-sur-Yonne.

### Doyen des poilus de France
Engagé volontaire comme simple soldat le 26 mars 1915 à l'âge de 76 ans dans la Première Guerre mondiale, il est le « doyen des poilus » des armées alliées. Affecté comme sapeur de 2e classe au 8e régiment du génie, il est envoyé au front en juin 1915.
En octobre 1915 il est forcé d'accepter le grade de caporal. En décembre 1915 il devient sergent au 10e régiment du génie, puis y est promu sous-lieutenant six mois plus tard, pour y être finalement nommé lieutenant en août 1918,.
Son comportement au feu lui vaut la croix de guerre 1914-1918 avec trois citations, dont deux à l'ordre de l'armée. Il reçoit également la croix de chevalier de la Légion d'honneur à titre militaire en 1916 (qu'il avait déjà reçue à titre civil en 1890), et est promu au grade d'officier de la Légion d'honneur à titre militaire en 1919.

### Réélection à la mairie d'Auxerre
Héros national, il est de nouveau élu maire d'Auxerre en 1919,.

### Décès
Il décède en 1921 et est inhumé au cimetière Saint-Amâtre d'Auxerre.

## Vie privée
Il se marie en 1re noce avec Marie Amélie Lenglet (1844-1888) le 22 février 1865 à Arras.
Devenu veuf, il se marie en 2de noce avec Henriette Fournier (1851-1921) le 22 juillet 1893 à Saint-Mandé (Val-de-Marne).

## Hommages

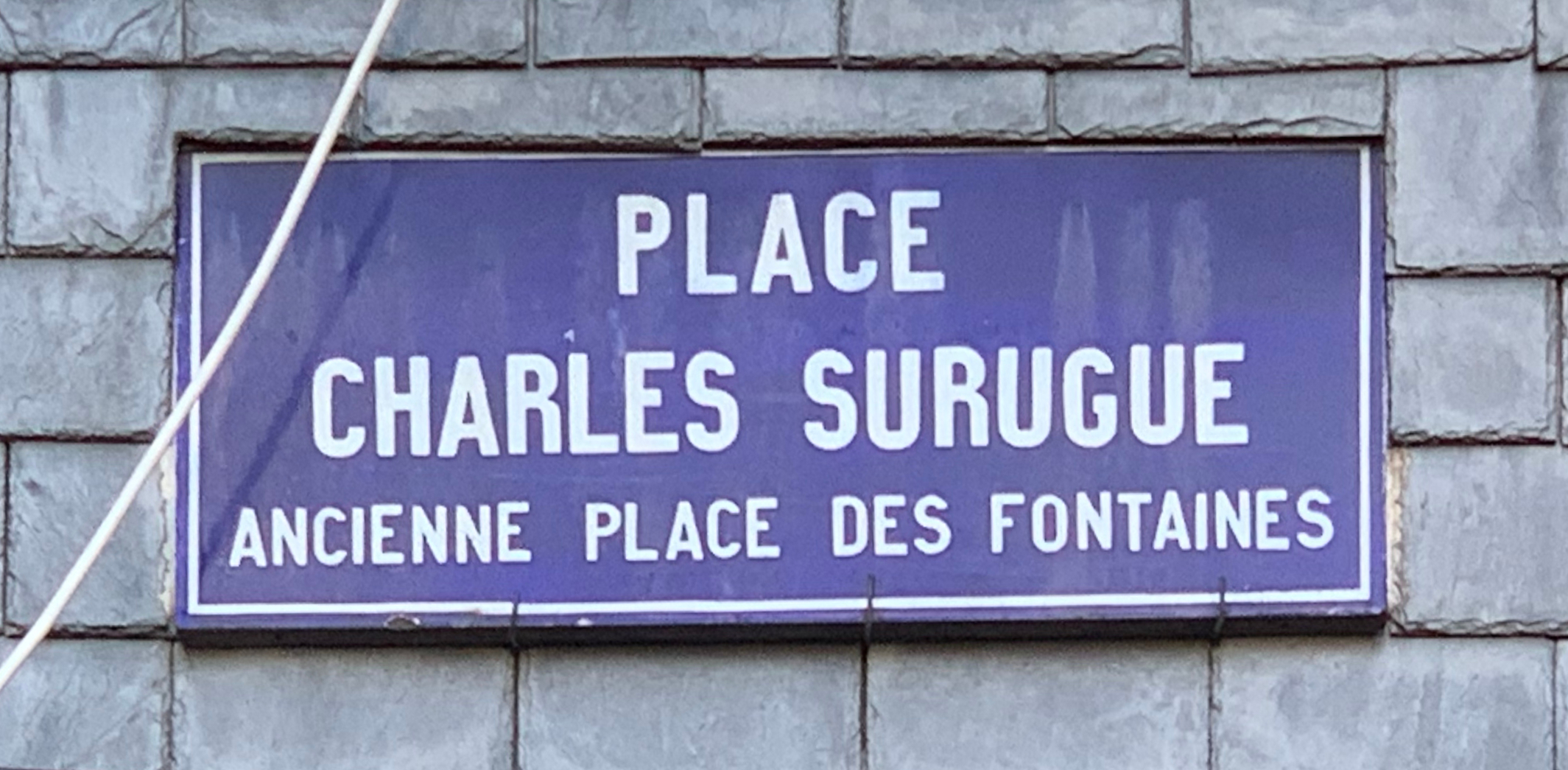
Place Charles-Surugue.

La ville d'Auxerre lui a rendu un double hommage :
- Un monument lui est consacré — le Monument à Surugue situé boulevard de la Chaînette[8] — depuis 1930.
- Une place porte son nom[4],[6],[9].

## Décorations
- Officier de la Légion d'honneur à titre militaire (arrêté du 9 juillet 1919) ; chevalier à titre civil (décret du 6 janvier 1890) puis à titre militaire (3 mai 1916)[2]
- Croix de guerre 1914–1918, palme de bronze (3 citations, dont 2 à l'ordre de l'armée)[2]
- Médaille commémorative de la guerre 1870–1871
- Médaille interalliée de la Victoire
- Médaille commémorative de la guerre 1914–1918